# 327P/Van Ness
327P/Van Ness, komet Jupiterove obitelji